# Gauliga Hesse
Pour un article plus général, voir Gauliga.
La Gauliga Hesse (en allemand : Gauliga Hessen) fut une ligue de football (de Division 1) imposée par le NSRL en 1933.
Dès leur arrivée au pouvoir en mars 1933, Adolf Hitler et le NSDAP imposèrent une réorganisation administrative radicale (voir Liste des Gaue) à l'Allemagne. Administrativement, la "Gau" Electorat de Hesse remplaça l’ancien État Populaire de Hesse et l’ancienne province prussienne de Hesse-Nassau de la République de Weimar.
En 1941, cette Gauliga Hesse fut renommée Gauliga Kurhesse. Elle fut démantelée en 1945.

## Généralités
La ligue fut mise sur pied en 1933 par 10 clubs qui jouaient précédemment dans la Bezirksliga Main-Hesse et la Bezirksliga Hesse-Hanovre.
Durant la période d’existence de cette ligue, aucun de ses club ne brilla ni dans championnat, ni lors de la Tschammer Pokal (l’ancêtre de l’actuelle DFB-Pokal).
Lors de la première saison, la ligue compta dix clubs qui s’affrontèrent en matches aller/retour. Le champion participa à la phase finale du championnat, jouée par élimination directe. Les deux derniers classés furent relégués. Ce principe resta inchangé jusqu’au terme de la Seconde Guerre mondiale.
Pendant les saisons 1939-1940 et 1940-1941, la Gauliga Hesse fut partagée en deux groupes de six équipes. Une finale détermina le champion. 
En 1941, la ligue revint à un système de série unique et fut renommée Gauliga Kurhesse (en Allemand: Kurhessen), et elle ne compta plus que neuf équipes. Certains clubs localisés plus au Sud, comme le FC Hanau 93 furent incorporés avec la Gauliga Hessen-Nassau. La saison 1942-1943 fut disputée selon le même principe.
La situation en Allemagne devenant de plus en plus difficile au fil de l’évolution du conflit et en raison de la pénurie de joueurs, les clubs furent contraints de s’unir sous la forme de Kriegsspielgemeinschaften ou KSG. La ligue n’aligna que sept équipes en 1943-1944
En vue de la dernière saison, la ligue fut partagée en groupes. Mais l’écroulement imminent de l’Allemagne nazie entraîna la fin des compétitions sportives. la Gauliga Kurhesse ne termina pas cette saison 44-45.
Après la capitulation sans conditions de l’Allemagne nazie, le territoire allemand fut partagé en quatre zones d'occupation placées sous le contrôle des Alliés. La région de Hesse fut dans la zone américaine.

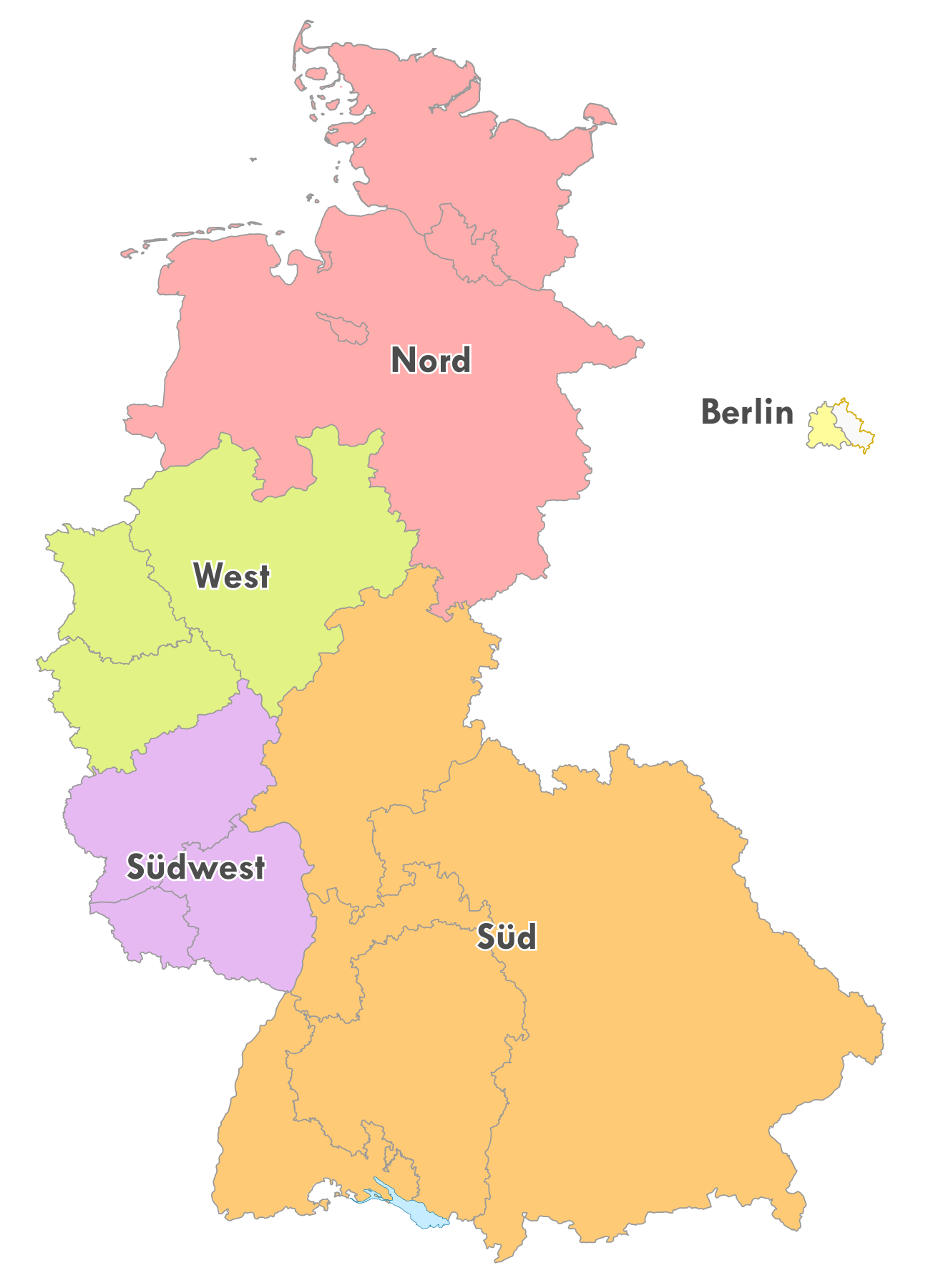
Les Oberligen en 1949

Les vestiges du nazisme furent balayés par les Alliés qui ne manquèrent pas (à juste titre) de démanteler le NSRL. Toute l’organisation sportive allemande, y compris celle des fédérations et des clubs dut être réinstaurée. 
Du point de vue football, les clubs de cette région furent intégrés à une nouvelle structure mise en place par la DFB: l'Oberliga Sud.

## Clubs fondateurs de la Gauliga Hesse
Ci-dessous, les 120 clubs qui fondèrent la Gauliga Hesse et leur position dans la Bezirksliga Main-Hesse ou la Bezirksliga Hesse-Hanovre en 1932-1933:
- Borussia Fulda, vainqueur de la Division Hesse
- VfB Friedberg, 10th de la Division Main
- FC Hanau 93, 9th de la Division Main
- Kurhessen Kassel, Division Hesse
- CSC 03 Kassel, Division Hesse
- SG Hessen Hersfeld, Division Hesse
- SV 06 Kassel, Division Hesse
- BC Sport Kassel, Division Hesse
- VfB Marburg, Division Hesse
- SV Hermannia 06 Kassel, Division Hesse

## Champions et Vice-champions de la Gauliga Hesse / Kurhesse
| Saisons | Champion                     | Vice-champions     |
| 1933-34 | Borussia Fulda               | VfB Friedberg      |
| 1934-35 | FC Hanau 93                  | Borussia Fulda     |
| 1935-36 | FC Hanau 93                  | Borussia Fulda     |
| 1936-37 | SV 06 Kassel                 | SG Hessen Hersfeld |
| 1937-38 | FC Hanau 93                  | CSC 03 Kassel      |
| 1938-39 | CSC 03 Kassel                | FC Hanau 93        |
| 1939-40 | CSC 03 Kassel                | FC Hanau 93        |
| 1940-41 | Borussia Fulda               | BC Sport Kassel    |
| 1941-42 | Borussia Fulda               | Kurhessen Kassel   |
| 1942-43 | SV 06 Kassel                 | VfL Marburg        |
| 1943-44 | Reichsbahn SG Borussia Fulda | SV Niederzwehren   |

## Classements dans la Gauliga Hesse / Kurhesse de 1933 à 1944
| Club                          | 1934 | 1935 | 1936 | 1937 | 1938 | 1939 | 1940 | 1941 | 1942 | 1943 | 1944 |
| ----------------------------- | ---- | ---- | ---- | ---- | ---- | ---- | ---- | ---- | ---- | ---- | ---- |
| SC Borussia Fulda 3           | 1    | 2    | 2    | 8    | 10   |      | 3    | 1    | 1    | 3    | 1    |
| VfB Friedberg                 | 2    | 6    | 8    | 6    | 5    | 6    |      |      |      |      |      |
| FC Hanau 93 1                 | 3    | 1    | 1    | 5    | 1    | 2    | 1    | 2    |      |      |      |
| Kurhessen Kassel 2            | 4    | 8    | 9    |      |      | 7    | 5    | 4    | 2    | 7    |      |
| CSC 03 Kassel 2               | 5    | 4    | 3    | 3    | 2    | 1    | 1    | 2    | 4    | 5    |      |
| SG Hessen Hersfeld            | 6    | 7    | 4    | 2    | 4    | 3    | 4    |      |      |      |      |
| SV 06 Kassel                  | 7    | 3    | 7    | 1    | 3    | 4    | 2    | 3    | 5    | 1    | 5    |
| BC Sport Kassel 2             | 8    | 10   |      |      | 8    | 9    | 3    | 1    | 3    | 4    |      |
| VfB Marburg                   | 9    |      | 6    | 9    |      |      |      |      |      |      |      |
| SV Hermannia 06 Kassel        | 10   |      |      |      |      |      |      | 5    | 8    | 6    | 6    |
| Germania Fulda                |      | 5    | 5    | 7    | 9    |      |      |      |      |      |      |
| SpVgg Langenselbold           |      | 9    |      |      |      |      |      | 6    |      |      |      |
| SV Bad Nauheim                |      |      | 10   |      |      |      |      |      |      |      |      |
| Kewa Wachenbuchen             |      |      |      | 4    | 7    | 10   | 6    |      |      |      |      |
| SV Niederzwehren              |      |      |      | 10   |      |      |      |      |      | 9    | 2    |
| VfB Großauheim 1              |      |      |      |      | 6    | 5    | 2    | 3    |      |      |      |
| Dunlop Hanau 1                |      |      |      |      |      | 8    | 5    | 5    |      |      |      |
| VfL/TuRa Kassel 2             |      |      |      |      |      |      | 6    |      |      |      |      |
| TSV 1860 Hanau 1              |      |      |      |      |      |      | 4    | 4    |      |      |      |
| VfL Marburg                   |      |      |      |      |      |      |      |      | 6    | 2    | 4    |
| BV 06 Kassel 2                |      |      |      |      |      |      |      |      | 7    | 8    |      |
| SV Petersberg                 |      |      |      |      |      |      |      |      | 9    |      |      |
| KSG Kurhessen/SC 03 Kassel 2  |      |      |      |      |      |      |      |      |      |      | 3    |
| KSG TuRa/TuSpo 86/09 Kassel 2 |      |      |      |      |      |      |      |      |      |      | 7    |
| KSG BC Sport/BV 06 Kassel 2   |      |      |      |      |      |      |      |      |      |      | 8    |
|                               |      |      |      |      |      |      |      |      |      |      |      |

Source:« Gauliga Kurhessen », Das deutsche Fussball-Archiv (consulté le 9 avril 2009)
- 1 Ces quatre clubs rejoignirent la nouvelle Gauliga Hesse-Nassau en 1941.
- 2 En 1943, plusieurs clubs de Kassel formèrent des "associations de guerre" (en Allemand: Kriegsgemeischaften – KSG), Il y eut:
  - Kurhessen et SC 03 qui formèrent KSG Kurhessen/SC 03 Kassel.
  - TuRa et TuSpo qui formèrent KSG TuRa/TuSpo 86/09 Kassel.
  - BC Sport et BV 06 qui formèrent KSG BC Sport/BV 06 Kassel.
- 3 joua en 1943-1944 sous la dénomination de Reichsbahn SG Borussia Fulda.

## Sources
- The Gauligas Das Deutsche Fussball Archiv (in German)
- Germany - Championships 1902-1945 sur RSSSF.com
- Die deutschen Gauligen 1933-45 - Heft 1-3 (de) Classements des Gauligen 1933-45, publisher: DSFS

## Sources et liens externes
- The Gauligas Das Deutsche Fussball Archiv (en Allemand)
- Germany - Championships 1902-1945 at RSSSF.com
- Die deutschen Gauligen 1933-45 - Heft 1-3 (de) Classements des Gauligen 1933-45, publisher: DSFS